# Jesajakerk
De Jesajakerk (Deens: Esajas Kirke) is een lutherse kerk in het district Østerbro van Kopenhagen, Denemarken.

## Geschiedenis
De naar een ontwerp van de architect Thorvald Jørgensen gebouwde kerk werd ingewijd in 1912, na de stichting van de parochie Østervold.

## Beschrijving
De kruiskerk is ontworpen in neoromaanse stijl en gebouwd in rode baksteen met granieten parementblokken langs de grond en op de hoeken. De centrale toren wordt bekroond met een piramidespits en de westelijke kruisarm eindigt in twee kleinere torens die ook piramidevormige torenspitsen hebben. In het oosten eindigt het gebouw in een kleine driezijdige apsis.
De hoofdingang bevindt zich onder de twee westelijke torens en heeft een granieten portaal, geflankeerd door twee engelen ontworpen door Anders Bundgaard. Boven de hoofdingang is een galerij van vijf rondboogramen die door gemetselde zuilen van elkaar worden gescheiden.
De daken en torens zijn bedekt met zwart geglazuurde dakpannen.

## Interieur

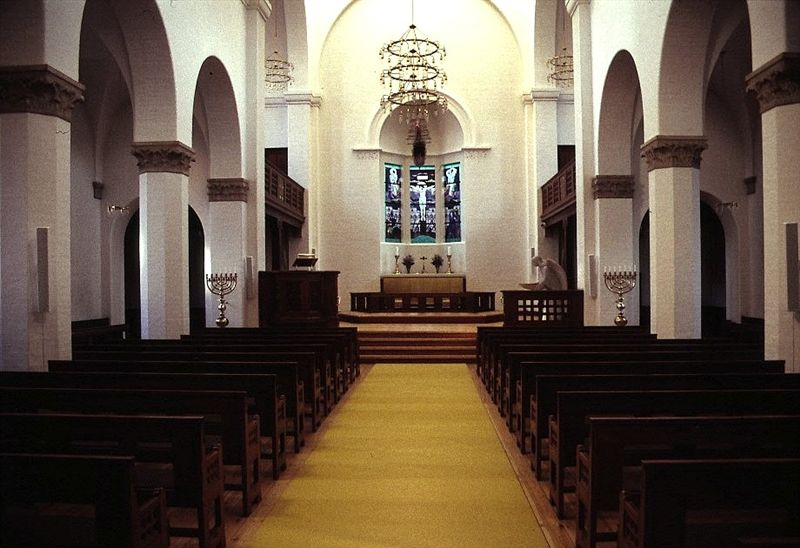
Overzicht interieur

De drie schepen worden door zuilen van metselwerk met zandstenen kapitelen en arcaden van elkaar gescheiden. Het middenschip en het koor hebben een tongewelf, terwijl de zijschepen kruisribgewelven hebben.
Achter het altaar zijn in de kleine apsis drie gebrandschilderde ramen met een voorstelling van de Kruisiging ingebracht, die in 1914 door Joakim Skovgaard werden gemaakt.